# Lantana (Florida)
Lantana ist eine Stadt im Palm Beach County im US-Bundesstaat Florida. Das U.S. Census Bureau hat bei der Volkszählung 2020 eine Einwohnerzahl von 11.504 ermittelt.

## Geographie
Lantana befindet sich im Palm Beach County etwa 15 Kilometer südlich von West Palm Beach. Durch das Stadtgebiet verlaufen die Interstate 95, der U.S. Highway 1 sowie die Florida State Roads 5 und 812. Über die State Road 812 ist auch der westlich von Lantana gelegene Palm Beach County Park Airport erreichbar, der gemeinhin meist Lantana Airport genannt wird. Bahnanschluss an die Tri-Rail erhält man in Lake Worth und Boynton Beach.

## Geschichte
Die ersten Siedler kamen nach Ende der Seminolenkriege während der Amtszeit des US-Präsidenten John Tyler in die Gegend, als der Kongress den Armed Occupation Act of 1842 verabschiedete. Damals wurde der Familie des M.B. Lyman die Ehre der Stadtgründung zuteil. Als er sich dort 1888 niederließ, eröffnete er sogleich mehrere Geschäfte, darunter auch ein Postamt. Das Postamt nannte er Lantana Point, benannt nach in der Gegend wild wachsenden Büschen der Wandelröschen (botan.: Lantana). Das Wort Point entfiel im Laufe der Zeit.
Eines von Lymans Unternehmen war die Lantana Fish Company. Im ersten Jahrzehnt des 20. Jahrhunderts wurde der Handel mit Austern zum führenden Gewerbe im Ort. Im Jahre 1921 wurde Lantana mit offiziell 100 Einwohnern als Stadt ins Register eingetragen.
Nach dem Zweiten Weltkrieg erlebte Lantana einen bis heute anhaltenden Bauboom. Mitte der 1970er Jahre wurde die Interstate 95 erbaut, die durch das Stadtgebiet Lantanas führt und die weitere wirtschaftliche Entwicklung vorantrieb.
Seit 1950 beheimatet die Stadt mit dem A. G. Holley Hospital das letzte der alten staatlich geführten Sanatorien für Tuberkulose-Patienten.
Von 1974 bis 1988 wurde in Lantana jährlich der höchste geschmückte Weihnachtsbaum der Welt aufgestellt. Dabei wurde er vom Pazifischen Nordwesten mit der Eisenbahn herantransportiert und auf dem neben den Gleisen der East Coast Railway gelegenen Gelände des National Enquirer positioniert. Die Aktion entwickelte sich zu einem der spektakulärsten Events in ganz Südflorida. Die Festlichkeiten endeten 1988, als nach dem Tod des Enquirer-Gründers Generoso Pope Jr. die Zeitung verkauft wurde.

### Demographische Daten
Laut der Volkszählung 2010 verteilten sich die damaligen 10.423 Einwohner auf 5186 Haushalte. Die Bevölkerungsdichte lag bei 1766,7 Einw./km². 69,3 % der Bevölkerung bezeichneten sich als Weiße, 22,0 % als Afroamerikaner, 0,4 % als Indianer und 1,5 % als Asian Americans. 4,0 % gaben die Angehörigkeit zu einer anderen Ethnie und 2,8 % zu mehreren Ethnien an. 18,6 % der Bevölkerung bestand aus Hispanics oder Latinos.
Im Jahr 2010 lebten in 29,1 % aller Haushalte Kinder unter 18 Jahren sowie 26,8 % aller Haushalte Personen mit mindestens 65 Jahren. 56,7 % der Haushalte waren Familienhaushalte (bestehend aus verheirateten Paaren mit oder ohne Nachkommen bzw. einem Elternteil mit Nachkomme). Die durchschnittliche Größe eines Haushalts lag bei 2,45 Personen und die durchschnittliche Familiengröße bei 3,20 Personen.
24,0 % der Bevölkerung waren jünger als 20 Jahre, 25,4 % waren 20 bis 39 Jahre alt, 31,9 % waren 40 bis 59 Jahre alt und 18,6 % waren mindestens 60 Jahre alt. Das mittlere Alter betrug 40 Jahre. 50,5 % der Bevölkerung waren männlich und 49,5 % weiblich.
Das durchschnittliche Jahreseinkommen lag bei 42.731 $, dabei lebten 21,3 % der Bevölkerung unter der Armutsgrenze.
Im Jahr 2000 war Englisch die Muttersprache von 73,24 % der Bevölkerung, spanisch sprachen 13,95 %, haitianisch sprachen 6,82 % und 5,99 % hatten eine andere Muttersprache.

## Kriminalität
Die Kriminalitätsrate lag im Jahr 2010 mit 454 Punkten (US-Durchschnitt: 266 Punkte) im hohen Bereich. Es gab zwölf Vergewaltigungen, 31 Raubüberfälle, 32 Körperverletzungen, 102 Einbrüche, 348 Diebstähle, 15 Autodiebstähle und eine Brandstiftung.